# Carole Baillien
Carole Baillien est une actrice, metteuse en scène et directrice artistique franco-belge, spécialisée dans le doublage.
Elle est connue pour être la voix française de Naruto Uzumaki dans Naruto, Naruto Shippuden et Boruto, de Maï Valentine dans Yu-Gi-Oh!, de Bloom dans Winx Club ainsi que celle de Mabel Pines dans Souvenirs de Gravity Falls. Elle est également la première voix de Donna Noble (interprétée par Catherine Tate) dans Doctor Who, de Yu dans Beyblade Metal Fusion et de Sissi Delmas et de Nicolas Poliakoff tous deux dans la série de Code Lyoko.

## Filmographie

### Télévision
- Tahiti PK.0 saison 2, série télévisée de Vincent Trisolini (France Télévisions)
- Enfant de…, court métrage de Carole Baillien
- Le Piège du Père Noël téléfilm de Christian Faure
- L'Inspecteur Cadavre- Maigret, téléfilm de Pierre Joassin

### Cinéma
- La Fabrique des sentiments, long métrage de Jean-Marc Moutout
- La Face cachée, long métrage de Bernard Campan
- Berlin Report, long-métrage de Kwang-Su Park

## Théâtre
- Moulins à Paroles d'Alan Bennett (mise en scène)
- Mame's Rhapsody (mise en scène)
- À quoi tu joues ? (atelier de recherches - écriture et mise en scène)
- Le Journal d'Hélène Berr (interprétation et mise en scène)
- Confessions d’un autre genre (écriture, interprétation et mise en scène)
- Liberty de Jean-François Viot (interprétation)
- Le Printemps des Poètes, poèmes de Francis Dannemark, (interprétation accompagnée au piano par Charles Loos)
- ILLI (les phobies) (III versions) (interprétation et mise en scène accompagnée au violoncelle par José Bedeur)
- Mignonne allons voir si la rose… de Cavanna (interprétation)
- Les chasseurs de rêves de Milorad Pavić (interprétation)
- Série noire pour un bœuf de R. Bonaccorsi (interprétation)
- Le livre de Daubmanus de Milorad Pavić (interprétation)

## Doublage

### Cinéma

#### Films
- 2001 : Kill Me Later : Shawn (Selma Blair)
- 2004 : Millions : Damian (Alex Etel)
- 2008 : Duel au sommet : Luise Fellner (Johanna Wokalek)
- 2009 : Le Cri du hibou : Nickie Grace (Caroline Dhavernas)
- 2009 : Super Kids : Sammy Benson (Billy Unger)
- 2016 : Les Espions d'à côté : Meg Craverston (Maribeth Monroe)

#### Films d'animation
- 2001 : Pokémon 3 : Le Sort des Zarbi : Molly Hale
- 2002 : Le Noël magique de Franklin : voix additionnelles
- 2003 : L'Ange Tirelire[1] : Rita (court métrage)
- 2004 : Naruto et la Princesse des neiges : Naruto Uzumaki
- 2005 : La Légende de la pierre de Guelel : Naruto Uzumaki
- 2006 : Mission spéciale au pays de la Lune : Naruto Uzumaki
- 2007 : Naruto Shippuden : Un funeste présage : Naruto Uzumaki
- 2008 : Naruto Shippuden : Les Liens : Naruto Uzumaki
- 2008 : Winx Club : Le Secret du royaume perdu : Bloom
- 2010 : Naruto Shippuden : La Flamme de la volonté : Naruto Uzumaki
- 2010 : Beyblade, le film (en) : Yu[2]
- 2011 : Naruto Shippuden: The Lost Tower : Naruto
- 2011 : Winx Club 3D : Aventure magique ! : Bloom
- 2012 : Naruto Shippuden: Blood Prison : Naruto Uzumaki
- 2012 : Le Chien du Tibet : Dechi
- 2013 : Naruto Shippuden: Road to Ninja : Naruto Uzumaki
- 2014 : Winx Club : Le Mystère des Abysses : Bloom
- 2015 : Naruto Shippuden: The Last : Naruto Uzumaki
- 2015 : Boruto : Naruto, le film : Naruto Uzumaki

### Télévision

#### Téléfilms
- 2001 : Beyond Justice : Jodie Keane (Angela Dotchin (en))
- 2001 : Falcon Down : Sharon Williams (Jennifer Rubin)
- 2009 : La Call-Girl (de) : Karin Kracht (Floriane Daniel (de))
- 2011 : Ma baby-sitter est un vampire : Sarah (Vanessa Morgan)
- 2015 : Mariées dans l'année (en) : ? (?)

#### Séries télévisées
- Carina N. Wiese dans :
  - Alerte Cobra (depuis 1998) : Andrea Schäfer
  - Alerte Cobra : Team 2 (2003-2005) : Andrea Schäfer
  - Deutschland 86 (2018) : Ingrid Rauch

- 1995-2006 : Balko : Colette (Ioanna Schimmer)
- 1996-1997 : La Vie en face : Milly Nassim (Amita Dhiri)
- 1997-1998 : La beauté du diable : Paula Novaes (Alessandra Negrini)
- 2001-2003 : McLeod's Daughters : Tess (Bridie Carter)
- 2001-2008 : Les vertiges de la passion : Mel Boudreau (Yvonna Wright)
- 2001 : Brigade du crime : Soko Leipzig : Ina Zimmerman (Mélanie Marschke)
- 2003-2005 : William et Mary : Mary Gilcrest (Julie Graham)
- 2003-2008 : La Famille Serrano : Guillé Serrano (Víctor Elías)
- 2004-2013 : Shameless : Karen (Rebecca Atkinson) et Liam (Joseph Furnace)
- 2006-2010 : Doctor Who : Donna Noble (Catherine Tate)
- 2008-2012 : Capadocia : Isabelle Clave (Silvia Carusillo)
- 2010-2011 : Hard Times : Lily Miran (Kara Taitz)
- 2010 : Lip Service : Sam Murray (Heather Peace)
- 2011 : Homicidios : Eva Hernandez (Celia Freijeiro)
- 2011-2012 : Ma baby-sitter est un vampire : Sarah (Vanessa Morgan)
- 2012 : Franklin and Bash : Ellen Swatello (Rhea Seehorn)
- 2013 :  Chica vampiro  : Vincent O'Brian (Erick Torres)
- 2013-2019 : Orange is the New Black : Carrie "Big Boo" Black (Lea DeLaria)
- 2014-2016 : Henry Danger : Jasper Dunlop ( Sean Rean Fox) (saisons 1, 2 et saison 5 spécial)
- 2016 : Bordertown : (Niina Nurminen) : Johanna Metso
- 2017 : Underground : Miss Jubilee (Andi Matichak)
- 2017 : Agent K.C. : Petey Goldfeder (James DiGiacomo) (saison 3, épisode 9)
- 2018 : Underground : Emily (Dawntavia Bullard)

#### Séries d'animation
- Milly Magique : Merlin[réf. nécessaire]
- 1992[3] : Shin-chan : Mademoiselle Uma, Nanako
- 1994[4] : Tama et ses amis : Craintif
- 1996-2000[5] : Détective Conan : Eri Mouri
- 1997 : Spawn : voix additionnelles
- 1997-1998[6] : Les Enquêtes de Kindaichi : Tomoyo Takashima, Maki Daigo et Keiko Mitamura
- 1998 : Mythologies : Les Gardiens de la légende (en) : Sœur Grès 3, Danaé et Cybèle adulte
- 2000-2001 : Arc-en-ciel, le plus beau des poissons : Arc-en-ciel
- 2000-2001 : Peluche (en) : Moppy
- 2000-2002 : Edouard et Martin (en) : Zelda
- 2000-2003 : Sept Petits Monstres : Six
- 2000-2003 : Lapitch, le petit cordonnier : ?
- 2000-2004 : Yu-Gi-Oh! : Maï Valentine, Rebecca (saison 1) et Serenity Wheeler
- 2001 : Wombat City : Sharon[7]
- 2001 : Mes voisins les Yamada : Nonoko et interprète du générique
- 2001 : Kirby : Tiff
- 2001 : Super Samson : Samson
- 2001-2002 : Anne des pignons verts (en) : Guilbert
- 2001-2003 : Beyblade : Max
- 2001-2004 : Franklin : Basile le lapin (2e voix)
- 2001-2006 : Mes parrains sont magiques : Katie Tang (1re voix), Ted et Chad
- 2002 : Mew Mew Power : Tommy (épisode 19)
- 2002-2003 : Duel Masters (en) : voix additionnelles
- 2002-2006 : Tracey Mc Bean (en) : Megan
- 2002-2006 : Pokémon : Advance Génération : Tommy (épisode 15), Keith (épisode 95) et Lola (épisode 177)
- 2003-2004 : Astro Boy 2003 : Tommy
- 2003-2006 : Jacob Jacob : Noah
- 2003-2007 : Code Lyoko : Sissi Delmas, Nicolas Poliakoff et Mme Stern
- 2004 : Creepschool : Elsa
- 2004 : Pichi Pichi Pitch : La Mélodie des Sirènes : Auri (saison 1, épisode 34)
- 2004 : X-Men: Evolution : Dorian (saison 4, épisode 5) et une journaliste
- 2004 : Babe My Love : Marika / Miyako Sakashita
- 2004 : Burst Angel : Jo
- 2004-2006 : Zorori le magnifique : Ishishi
- 2004-2008 : Miss Spider : Spido
- 2004-2019 : Winx Club : Bloom
- 2005 : Black Cat : Train Heartnet enfant, Merle (épisode 9)
- 2005 : Popetown : Sœur Marie
- 2005 : Doraemon : Nobita Nobi (en) et Sewashi Nobi
- 2006 : Les Copains de la forêt : Gédéon
- 2006 : Pokémon : Diamant et Perle : Gilles (1re voix)
- 2006-2007 : Cédric : Manu (2e voix, saison 3)
- 2006-2007 : Mila, raconte mille et une histoires : divers personnages
- 2006-2008 : Mon copain de classe est un singe : Adam Lyon
- 2006-2009 : Viva Piñata : Plume Elephanille, Cécile Serpistache et Ginette Meuhfine
- 2006-2018 : Naruto et Naruto Shippūden : Naruto Uzumaki
- 2007 : Tai Chi Chasers : Luka enfant
- 2007-2008 : Shugo Chara! : voix additionnelles
- 2008-2014 : Martha Bla Bla : Martha
- 2009 : Yu-Gi-Oh! 5D's : Patty, Adam et Stéphanie (épisodes 98 à 103), la mère d'Akiza (épisode 99)
- 2009 : Entre elle et lui : voix additionnelles
- 2009-2011 : Les Podcats : Mimo
- 2009-2012 : Beyblade: Metal : Yu Tendo
- 2010 : Teen Days : Sarah
- 2010 : Avengers : L'Équipe des super-héros : Vipère
- 2010 : Chloé Magique : Lola
- 2010-2011 : Puppy in my Pocket : Aventures à Pocketville (it) : Krakia
- 2010-2012 : En route pour la jungle : Rosie
- 2010-2013 : Les Puppies : L'agence canine (en) : Bretzel
- 2011 : B-Daman Crossfire : Derek Watari
- 2011-2012 : Little Battlers Experience : Panther
- 2012 : BeyWheelz (en) : voix additionnelles
- 2012-2013 : Naruto SD Rock Lee : Les Péripéties d'un ninja en herbe : Naruto Uzumaki
- 2012-2016 : Souvenirs de Gravity Falls : Mabel Pines
- 2012-2022 : Arthur : Nadine (3e voix, saisons 16 à 25)
- 2014 : BeyWarriors: BeyRaiderz : Jimmy Cruise
- 2014 : Super Wings, Paré au décollage ! : voix additionnelles
- 2014-2015 : Le Collège d'Étrangeville : Becky Butters
- 2014-2017 : Team Hot Wheels (en) : Rhett
- 2014-2018 : Star Wars Rebels : Hera Syndulla
- 2016-2017 : Le Monde des Winx : Bloom
- 2016-2018 : Star Wars : Les Aventures des Freemaker : Hera Syndulla
- 2017 : BoJack Horseman : Roxy (saison 4), le fils de l'ânesse et Tilda Madison
- 2017 : Billy Dilley en Vacances Souterraines : Marsha
- 2017-2018 : Star Wars : Forces du destin : Hera Syndulla (web-série)
- depuis 2018 : Boruto: Naruto Next Generations : Naruto Uzumaki
- 2019 : Tuca and Bertie : voix additionnelles

### Jeux vidéo
- 2001 : Franklin la tortue et le club secret : Basile
- 2005 : Winx Club : Bloom
- 2007 : Naruto: Rise of a Ninja : Naruto
- 2023 : Naruto x Boruto: Ultimate Ninja Storm Connections : Naruto

### Direction artistique
- Andi Mack - Andi de Terri Minsky – série télévisée – Prod : Disney (saison 2 et suite)
- The Owl House de Dana Terrace – série (2019) Prod : Disney
- White Gold de Damon Beesley – série (2019) Prod : Fudge Park Prod - BBC2 -Netflix
- Freaky Friday de Steve Carr – film (2018) Prod : Disney
- Townies de Julia Prescott – film/série (2017-2018) Prod : Blackpills Original Series
- KC Undercover Agent KC  de Corinne Marshall – série télévisée – Prod : Disney (saison 3)
- Skäl de Benjamin Cappelletti (coming soon) - film - Prod : Black Pills
- Bar Mitzvah de Eytan Fox (coming soon) - film/ serie - Prod : Simon Istolainen - Antoine Stioui
- Tycoon de Louis Leterrier (coming soon) - film/ serie - Prod : Black Pills
- The Hive de David Yarovesky - film - Prod : Midnight Road Entertainment
- The Loft d’Erik Van Looy - film - Prod : Anonymous Content et Woestijnvis
- 24 heures pour s'aimer de Roland Suso Richter – téléfilm - Prod : SWR
- La Bible (Bible Animated Classics) de Richard Rich – série d'animation - Prod : Nest Family Entertainment et Richard Rich
- Der Sonnenhof de Matthias Tiefenbacherde - téléfilm – Prod : Calypso Entertainment
- Viva Pinata de Ezekiel Norton, Daniel De Serranno -série d'animation - Prod : 4Kids Productions, Bardel Entertainment
- Il capitano de Vittorio Sindoni – série télévisée – Prod : Rai Fiction
- Lie with me de Suzanna White - téléfilm – Prod : Granada Télévision

### Génériques chantés
- Milo
- Nonoko - Mes voisins les Yamada
- Martha Bla Bla - Martha speaks
- Viva Pinata
- Zorori - Zorori le magnifique
- Doraemon - Yume wo Kanaete